# Урбізалья
Урбізалья (італ. Urbisaglia) — муніципалітет в Італії, у регіоні Марке,  провінція Мачерата.
Урбізалья розташована на відстані близько 165 км на північний схід від Рима, 50 км на південь від Анкони, 13 км на південний захід від Мачерати.
Населення — 2646 осіб (2014).
Щорічний фестиваль відбувається 23 квітня. Покровитель — святий Юрій.

## Демографія
Населення за роками:

Станом на 1 січня 2023 року в муніципалітеті офіційно проживало 116 іноземців з 26 країн, серед них 50 громадян країн Євросоюзу та 11 громадян України.

## Сусідні муніципалітети
- Кольмурано
- Корридонія
- Лоро-Пічено
- Петріоло
- Толентіно